# Catherine Falade
Pour les articles homonymes, voir Falade.
Catherine Olufunke Falade (née Falodun) est un médecin et une universitaire nigériane, professeure de pharmacologie et de thérapeutique et directrice de l'Institute for Advanced Medical Research & Training du College of Medicine de l'université d'Ibadan au Nigeria. Elle est pharmacologue à l'hôpital universitaire d'Ibadan. Ses recherches portent spécifiquement sur le paludisme chez les enfants. Elle collabore avec les unités de lutte contre le paludisme des ministères d'État et fédéral de la santé.

## Biographie

### Éducation
Falade fait ses études de médecine à l'université d'Ibadan au Nigeria de 1969 à juin 1975. Elle obtient ses Bachelors of Medicine and Surgery (avec mention en pédiatrie) puis réalise une maîtrise en pharmacologie et thérapeutique de 1999 à février 2001 dans la même université.  

### Carrière
Falade a eu sa première nomination académique à l'université d'Ibadan le 28 mai 1994 et elle a été promue au rang de maître de conférences le 1er octobre 1997. Elle a été chef de département par intérim au département de pharmacologie et thérapeutique de mars 2004 à août 2006 et a été chef de département d'août 2010 à juin 2013. Elle a enseigné la pharmacologie et les cours thérapeutiques aux niveaux universitaire et postuniversitaire à l'université d'Ibadan et a exercé les fonctions d'examinatrice externe dans diverses universités, notamment : Université de Lagos, Université Obafemi-Awolowo, Université technologique Ladoke Akintola, Université Olabisi Onabanjo, Université Ambrose Alli, Université Ahmadu Bello, Université d'Ilorin (en) et d'autres institutions. Elle a remporté la bourse Catherine & Frank D MacArthur en 1997. Elle a été membre du Comité indépendant de gestion des données et de la sécurité de l'ADC d'octobre 2006 à 2009; membre du Comité consultatif pédiatrique ACT de médecine pour le paludisme (MMV) de septembre 2007 à ce jour; examinateur, National Postgraduate Medical College depuis 2006 ; Personne ressource au Collège ouest africain des médecins depuis 2000 ; examinatrice au Collège ouest africain des chirurgiens depuis 2006. Ses travaux de recherche ont été financés par des organisations comme SmithKline Beecham (en), le Programme spécial de l'Organisation mondiale de la santé pour la recherche et la formation sur les maladies tropicales (OMS / TDR), GlaxoSmithKline, l'Agence des États-Unis pour le développement international (USAID).  
Depuis 2015 elle est membre de l'Académie africaine des sciences. Elle a été nommée membre de l'Académie nigériane des sciences en 2016.

## Travaux
Elle a supervisé des étudiants de premier cycle et de troisième cycle ainsi que des résidents en pharmacologie clinique et elle a également servi de personne-ressource pour des revues à comité de lecture. Elle a également collaboré avec d'autres chercheurs et mené des recherches indépendantes. 